# Абов
А́бов (словац. Abov, угор. Abaúj) — історична область Словаччини та Угорщини. Розташована довкола словацького міста Кошиці та на півночі угорського медьє Боршод-Абауй-Земплен.

## Історія
Його попередником було графство Уйвар, організоване за Іштвана I у першій третині XI століття . В епоху Арпада він включав території пізнішого Хевеша і Шароша на півдні аж до Тиси , майже до Сольнока , і на півночі до польського кордону на дві частини, розділені графством Боршод . Ці території були володіннями Аби Самуеля і були організовані в графство, коли Самуель приєднався до Іштвана

## Географія
Область розташована в долині річки Горнад між словацькими Кошицями та угорським Мишкольцем. Абов тричі був адміністративно з'єднаний з Турнянським комітатом: у 1786—1790, 1848—1859 і 1881—1918 роках.

## Адміністративний центр
Першим центром Абовського комітату була фортеця Абауйвар (нині село в Угорщині), котра отримала своє ім'я у честь короля Самуїла Аби. З 1262 року — Форро, з XVI ст. — Гйонц, у середині XVII ст. центром стали Кошиці.

## Музей
У селі Форро, Північна Угорщина, розміщений Музей Абови.